# Palais Kheireddine (Khereddine)
Pour les articles homonymes, voir Palais Kheireddine.

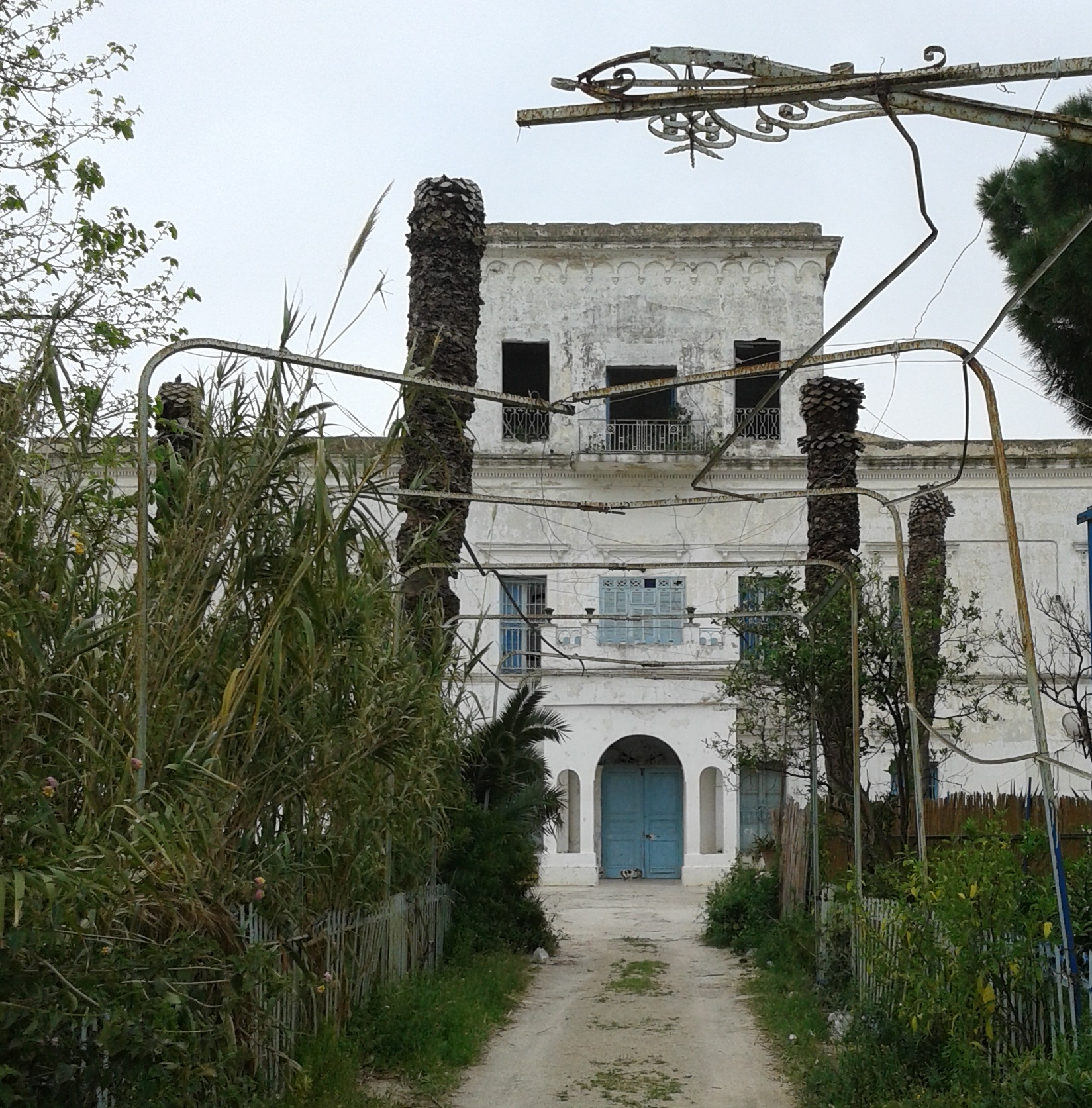
Façade du palais dans son état actuel.

Le palais Kheireddine est une ancienne résidence estivale du ministre Kheireddine Pacha situé dans la banlieue nord de Khereddine, entre Le Kram et La Goulette, en Tunisie.

## Histoire
Le palais est construit au milieu du XIXe siècle par le ministre Kheireddine Pacha. Le palais présente des influences italiennes, tout comme les autres palais du ministre situés à Tunis (place du Tribunal) et à La Manouba.
Il est classé monument historique par un décret datant du 4 juillet 2016.